# Gymnomus amplicornis
Gymnomus amplicornis is een vliegensoort uit de familie van de afvalvliegen (Heleomyzidae). De wetenschappelijke naam van de soort is voor het eerst geldig gepubliceerd in 1924 door Leander Czerny.